# 成瀬敦志
成瀬 敦志（なるせ あつし、1992年12月15日 - ）は日本のアイドル、モデル。甘党男子(アイドル)の水色、おだんご担当。

## 出演

### 舞台
- Otona Project - Produce 演劇ユニット【爆走おとな小学生】舞台「カタバミ」（2024年6月19日 - 23日、シアターサンモール）[1]